# Mary Stewart (Autorin)
Mary Stewart (* 12. September 1916 in Sunderland, Nordengland, als Mary Florence Elinor Rainbow; † 9. Mai 2014 am Loch Awe, Schottland) war eine britische Schriftstellerin.

## Leben
Stewart begann bereits im Alter von fünf Jahren zu schreiben, als sie ihr erstes Gedicht in einem kleinen örtlichen Gemeindeblatt veröffentlichte. Nachdem sie ihren Master of Arts Degree der Universität Durham hatte, unterrichtete sie dort Englisch bis 1945, als sie Sir Frederick Stewart, ein Mitglied der Royal Society, heiratete.
Zehn Jahre später erschien ihr erster Roman „Madam, Will You Talk?“ und seit damals hat sie über 20 Romane für Erwachsene geschrieben sowie Radiohörspiele und Kinderbücher. Einige ihrer Geschichten wurden für Kino und Fernsehen verfilmt.
Sie gewann 1961 für „My Brother Michael“ den Crime Writers Association Silver Dagger. Das Buch spielt im  Delphi der 1950er Jahre und war ihr erster in Griechenland angesiedelter Roman, geschrieben nach oftmaligem Aufenthalt in diesem Land. Über das Buch sagte Mary Stewart: „’My Brother Michael’ was my love affair with Greece.“
Ihre Romane wurden zu weltweiten Bestsellern und sind eine interessante Mixtur von Romantik, Mysterium und Spannung. Stewart benutzt dabei ihr Literatur- und Geschichtswissen mit großem Geschick und Erfolg.
Drei ihrer berühmtesten Bücher, „The Crystal Cave“ (1970 „Flammender Kristall“, München 1989) „The Hollow Hills“ (1973, „Der Erbe“, München 1989) und „The Last Enchantment“ (1979, „Merlins Abschied“, München 1989), befassen sich mit der legendären Welt um König Arthur und den Magier Merlin, eine Welt, die auch in „The Prince and the Pilgrim“ thematisiert wird.
Ihre Geschichten handeln vielfach in Frankreich, Großbritannien, Griechenland („The Moonspinners“) und auch Österreich und sind immer sorgfältigst recherchiert und beschrieben.
1971 erhielt sie von der International P.E.N. Association den Frederick Niven prize für „The Crystal Cave“ und 1974 wurde ihr der Scottish Arts Council Award für den Kinderroman „Ludo and the Star Horse“ verliehen. 1996 wurde ihr Lebenswerk mit dem Agatha Award gewürdigt.
Die gebürtige Engländerin lebte viele Jahre in Schottland, wo sie zwischen Edinburgh und den West Highlands pendelte. Ihre Hobbys waren u. a. Naturgeschichte, Gartenarbeit, griechische und römische Geschichte, Musik sowie Kunst im Allgemeinen.

## Werke

### Die Merlin-Saga
- Flammender Kristall (The Crystal Cave 1970)
- Der Erbe  (The Hollow Hills 1973)
- Merlins Abschied (The Last Enchantment 1979)
- Tag des Unheils (The Wicked Day 1983)
- Der Prinz und die Pilgerin (The Prince and the Pilgrim 1995)

### Romane
- Reise in die Gefahr ca. 1955 (Madam, Will You Talk 1955)
- Frau im Zauberfeuer 1956 (Wildfire at Midnight 1956)
- Rubin mit kalten Augen 1957 (Thunder on the Right 1957)
- Das Jahr auf Valmy 1958 (Nine Coaches Waiting/Castle of Danger 1958)
- Begegnung in Delphi 1966/Die Höhle Apolls/Tod im Schatten Apolls (My Brother Michael 1959)
- Der Efeubaum/Du bist wie Annabell (The Ivy Tree 1961)
- Bucht der Delphine/Nacht ohne Mond (The Moon-Spinners 1962)
- Delphin über schwarzem Grund/Die Zauberinsel (This Rough Magic 1964)
- Schatten im Nebel/Lauter Kapriolen (Airs Above the Ground c. 1965)
- Die Geisterhunde (The Gabriel Hounds 1967)
- Wind von den kleinen Inseln (The Wind of the Small Isles/Islands 1968)
- Berühr die Katze nicht/Rühr nicht die Katze an (Touch Not the Cat 1976)
- Die Herrin von Thornyhold (Thornyhold 1988)
- Wie ein Vogel im Sturm/Ungebetene Gäste (Stormy Petrel 1991)
- Das Lied der Lerche 1998 (Rose Cottage 1997)

### Kinderbücher
- Der verhexte Besen (The Little Broomstick 1971)
- Das Sternenpferd (Ludo and the Star Horse 1974)
- Geistermond über dem Wolfswald  (A Walk in Wolf Wood 1980)

### Lyrik
- Frost on the Window and Other Poems.